# Port-Saint-Père
Port-Saint-Père é uma comuna francesa na região administrativa do País do Loire, no departamento de Loire-Atlantique. Estende-se por uma área de 32.57 km². Em 2010 a comuna tinha 2 955 habitantes (densidade: 90,7 hab./km²).